# Thomas Pringle
Pour les articles homonymes, voir Pringle.
Sir Thomas Pringle, mort le 8 décembre 1803 à Édimbourg, est un vice-amiral de la Royal Navy.
Il participe à la guerre d'indépendance des États-Unis, aux guerres de la Révolution française et aux guerres napoléoniennes.